# Franz Leydig
Frans Leydig ontdekte in 1850 interstitiële cellen die onder andere in de testes (zaadballen) in het losmazig bindweefsel tussen de verschillende lobben (lobuli) te vinden zijn. Deze cellen zijn daarom de cellen van Leydig genoemd. Leydigcellen produceren onder invloed van de gonadotrope hormonen follikelstimulerend hormoon (FSH) en luteïniserend hormoon (LH) het mannelijke hormoon testosteron.
- Bibsys: 98022890
- Bibliothèque nationale de France: cb10278798c (data)
- CiNii: DA14067269
- Stuttgart Database of Scientific Illustrators 1450–1950: 8500
- Gemeinsame Normdatei: 11903459X
- International Standard Name Identifier: 0000 0000 8152 7277
- Library of Congress Control Number: n86834248
- Nationale Bibliotheek van Tsjechië: jcu2014845162
- Nationale Bibliotheek van Israël: 987007271683505171
- Nederlandse Thesaurus van Auteursnamen: 237777541
- Réseau des bibliothèques de Suisse occidentale: 02-A003518510
- SNAC: w63z22qd
- Système universitaire de documentation: 178180807
- Virtual International Authority File: 72195416
- WorldCat: E39PBJrGwPfmDJ3mjfKGJPHV4q